# Royaume de Champa
« Champa » redirige ici. Pour les autres significations, voir Champa (homonymie).
Pour les articles homonymes, voir Campa (homonymie).
192 – 1832
Entités précédentes :
- Culture de Sa Huỳnh (1000 AEC-100 EC)

Entités suivantes :
- Dynastie Nguyễn (1802-1945)
- État du Viêt Nam (1949-1955)
- République du Viêt Nam (1955-1975)
- Viêt Nam (1946- )

Le Champa ou Campa (/tʃam.pa/ ; du sanskrit Campā ; en cham : ꨌꩌꨚ / Campa ; en khmer : ចាម្ប៉ា / Champa ; en vietnamien : Chiêm Thành ; en sino-vietnamien et dans les archives chinoises : 占城 / Zhànchéng), situé dans la zone centrale du Viêt Nam moderne, présente une relative unité politique sur une longue période, semble-t-il, bien qu'on lui connaisse deux appellations, Linyi et Champa, du VIe au XVe siècle, et même jusqu'au début du XIXe siècle sur un petit territoire. C'est un pays indianisé dans la péninsule indochinoise. Le Champa s'est construit au contact des cultures de l'Inde et de la Chine, qui dominaient les échanges maritimes en Asie du Sud-Est, et au contact de ses voisins viêts, au Nord, et khmers, à l'Ouest.
Les principautés cham, établies sur les plaines alluviales et les ports, mais aussi sur certaines hautes terres, étaient majoritairement de culture hindouiste et de langue cham, une langue malayo-polynésienne, mais on y rencontrait aussi des langues régionales.
Le Champa figure dans des inscriptions cham et khmères, mais aussi chinoises (en tant que Linyi), du VIe au XVIIe siècle. À l'époque de sa plus vaste extension, le Champa occupait un territoire allant de la province de Quảng Bình, au Nord (18e parallèle), à Phan Thiết et Biên Hòa, au Sud (11e parallèle). Les Chinois n'utilisaient pas le terme Champa mais Linyi, ce qui désignait une succession de plaines alluviales ouvertes sur la mer et séparées par des reliefs, chacune ayant abrité une sorte de principauté. L'un de ces princes a pu, semble-t-il, imposer son statut de « roi des rois » à plusieurs autres principautés, mais jamais à toutes. Après la défaite de 1471 par le Đại Việt, le pays est resté affaibli, mais au début du XVe siècle, le Champa était encore un royaume victorieux et presque unifié, quoique pour peu de temps.
À Châu Dôc, dans la province d'An Giang frontalière du Cambodge, vit encore une minorité Cham aujourd'hui musulmane, avec ses traditions.

## Les Cham

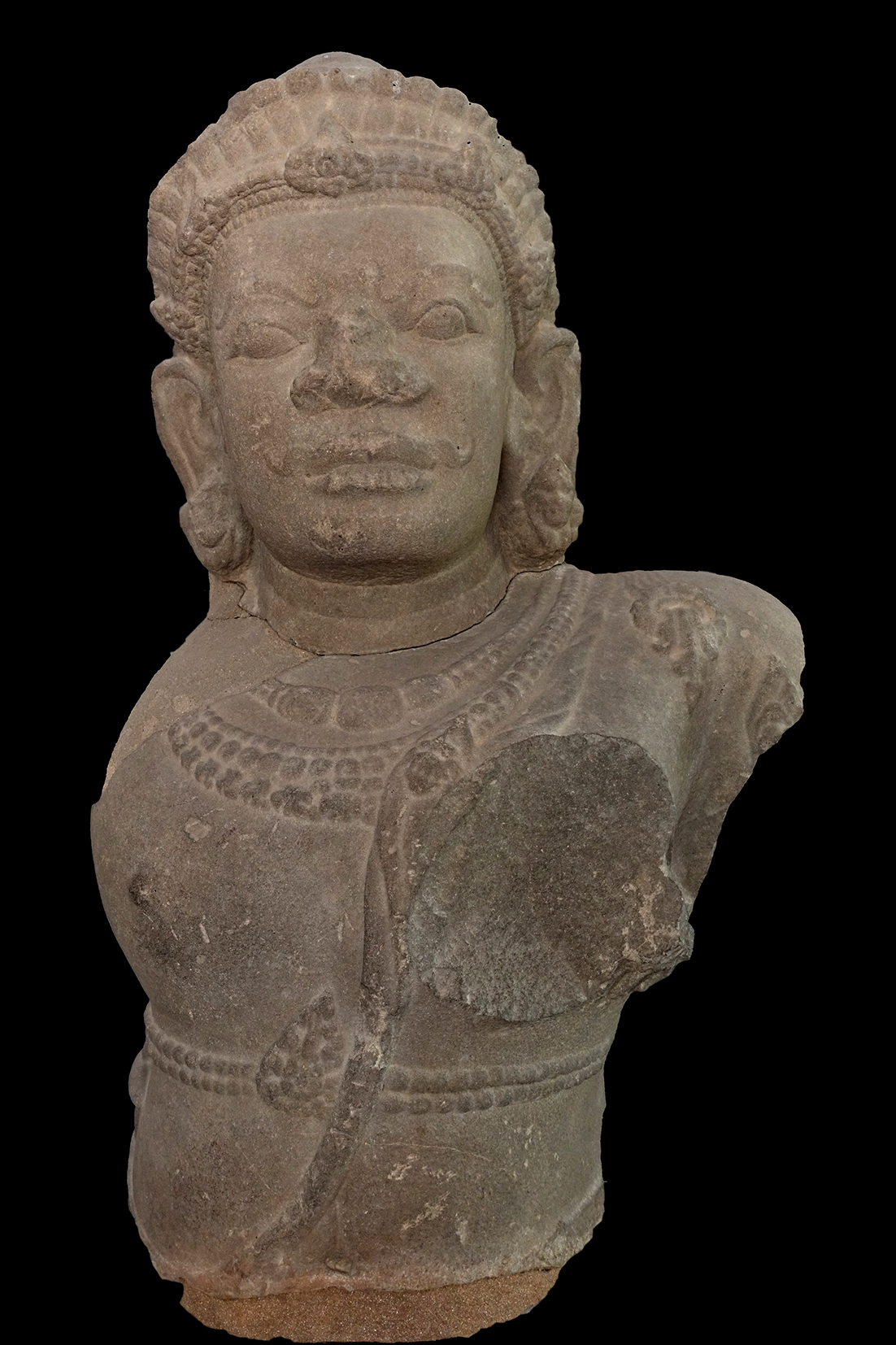
Gardien de porte de temple. Style de Trà Kiệu. Xe siècle. Grès H. 120 cm. Musée de la Sculpture cham de Đà Nẵng.

Au début du Ve siècle, le voyageur chinois Faxian, sur le chemin du retour d'Inde en Chine, y fait escale et décrit le fort nez droit et les cheveux noirs et bouclés de ses habitants ainsi que leurs pratiques funéraires de la crémation au son des tambours. Les Cham suivaient un système de castes assez semblable à celui en vigueur en Inde, mais offraient aux femmes une position plus importante dans les affaires concernant la famille et le mariage. Ils avaient cependant adopté la coutume de la satî. Ils bannissaient aussi le bœuf de leur table, une pratique toujours observée dans certaines régions du Viêt Nam. Les Cham étaient constitués en deux clans : Narikel Vamsa, le clan de la noix de coco, et Kramuk Vamsa, le clan de la noix de bétel, les premiers contrôlant la partie nord du royaume, tandis que les seconds régnaient sur le Sud.
Actuellement réduite à une population d'environ 500 000 membres, l'ethnie cham a conservé sa culture et sa langue, et la grande majorité de ses membres pratiquent l'islam. Au Viêt Nam, ils sont en majorité hindouistes avec une minorité musulmane, alors qu'en dehors du Viêt Nam, la diaspora cham est majoritairement musulmane, en particulier au Cambodge et en Malaisie, avec une minorité bouddhiste et hindouiste. La langue cham fait partie du groupe malayo-polynésien de la famille des langues austronésiennes.
Les populations du Champa ne parlaient pas toutes le cham. Une étude portant sur la vallée du Trà Khúc montre que c'était une langue mon-khmer, le hrê, que l'on employait dans cette plaine du Champa. Le sanskrit (langue « internationale », comme en Europe le latin) et le cham ont certainement servi de lien politique entre les populations de langues diverses qui constituaient le royaume.

## Terminologie
Le nom de « Champa » est peut-être l'adaptation d'un terme indien qui désigne une région de l'ancien Bengale, aujourd'hui au Bihar, dont la capitale était Champâpuri, et dont le port était tourné vers les commerçants de l'Inde orientale. Cette ville était célèbre pour être évoquée à propos de Bouddha, après l'Éveil. Le terme « Champa » aurait été employé à partir du moment où les Cham sont entrés en contact avec les populations du sous-continent et en raison de sa parenté phonétique avec leur propre manière de se désigner. Les premiers alphabets du Champa, comme ceux du Cambodge et du Nusantara (Indonésie), trouvent leur origine dans l'écriture de l'Inde du Sud.

## Les capitales
Tout le pays cham est couvert de citadelles. Elles ont pu être le centre d'un pouvoir royal, mais peu d'entre elles ont pu être identifiées à des capitales évoquées dans les sources écrites. Et ces citadelles ne correspondent pas aux coordonnées géographiques de lieux anciennement mentionnés. Il faut en conclure que soit d'autres citadelles restent à découvrir, qui correspondraient éventuellement à d'anciennes capitales, soit celles-ci sont totalement détruites aujourd'hui. Pendant de très longues périodes, aucune capitale locale n'a su s'imposer comme capitale du Champa.

## L'espace
Le Champa s'étirait, au moment de sa plus grande extension, sur 800 km du Nord au Sud, un territoire allant du Quang Binh, au Nord (18e parallèle), à Phan Thiết et Biên Hòa, au Sud (11e parallèle), et sur une frange côtière d'au maximum 50 km de large, ouverte sur la mer de l'Est (ou « mer de Chine méridionale »). À l'Ouest, la chaîne Annamitique sépare cette frange côtière du pays Khmer, mais des plis transversaux de cette cordelière sont autant de sources de fleuves ainsi canalisés vers l'Est, qui vont produire de petites plaines alluviales plus ou moins isolées les unes des autres.

## Premiers temps du Champa (IermillénaireAEC –IIIesiècle)

### Arrivée des Cham (IermillénaireAEC)
Pendant longtemps, les chercheurs ont cru que les Cham étaient arrivés par la terre, chassés de la Chine par les Han (206 AEC et 220 EC). Récemment, l'analyse linguistique comparative a établi que les Cham étaient venus de la mer vers la fin du Ier millénaire avant notre ère, de la Malaisie et d'Indonésie de Sumatra ou de Bornéo, pour s'établir dans la région de l'Annam au centre du Viêt Nam moderne, bien qu'il y ait des preuves génétiques de mélange avec l'Inde. Ce territoire était occupé par des populations parlant le mon-khmer, parmi lesquelles le groupe viétique, qui donnera naissance au vietnamien, et, à l'extrême Sud, le groupe khmer, celui duquel sont issus les futurs occupants majoritaires du Cambodge.
Les Cham originels sont donc les héritiers probables des colons de la fin du Néolithique venant des îles indonésiennes. Leurs petites plaines enserrées dans des reliefs maintenaient leur orientation principale en direction de la mer. Leurs villes étaient d'abord des ports au départ d'importantes routes d'échanges reliant l'Inde, la Chine et les îles indonésiennes. Par contre, si l'habitude austronésienne était de changer souvent de site pour maintenir son autosuffisance, les échanges commerciaux continentaux imposaient la stabilité de résidence. La production de riz est donc devenue une nécessité. Dans la province de Quang Tri, la culture du riz avec le système d'irrigation complexe de Gio Linh en témoigne,.
Ces résultats sont issus de nombreuses recherches — entreprises à la suite de la publication de Ian Glover en 1990 — « sur la préhistoire tardive et la protohistoire de la façade maritime de l'Asie du Sud-Est côtière, ce qui a permis de mieux comprendre et de redéfinir pour la région le long processus d’interaction avec l'Inde qui a précédé ce qu’il est convenu de nommer son « indianisation », et la période cruciale de formation de ses premiers États ».

### Rapports avec la culture de Sa Huỳnh (Iersiècle AEC –IIesiècleEC)
Des fouilles effectuées de 1993 à 2006 à Hội An sur des sites de dunes en bord du fleuve Thu Bồn donnent des indices d'une continuité avec les traditions locales de céramique, verre et métal de la culture de Sa Huỳnh, aux Ier siècle AEC et IIe siècle EC, continuité avec celles des sites Linyi/Champa ultérieurs. Mais ces savoir-faire se sont développés, on prépare alors bien plus soigneusement la terre, tout en conservant une cuisson économe en combustible et simple à mettre en œuvre. Tandis que, précédemment, la poterie était une production familiale, elle s'intensifie ensuite et sur des centres spécialisés surtout après le IIIe siècle, au point d'être largement commercialisée dans la région.

### Premiers rapports avec la Chine (Ier–IIesiècles EC)
On y a découvert aussi des témoins d'échanges avec la Chine des Han de l'Est (25-220 EC) jusqu'à celle des Six Dynasties (220-589) et des Tang (618-907). Le passage des chefferies Sa Huỳnh à des structures étatiques cham semble se faire en relation avec le modèle han. L'intervention autoritaire des Han orientaux au Jinan aux Ier et IIe siècles aura certainement favorisé la constitution de pouvoirs forts au Champa.
Certaines trouvailles sont exceptionnelles : une feuille d'arbre de la Bodhi en bronze, ainsi que des tessons à motifs de fleurs de lotus et d'animal, peut-être un éléphant, motifs totalement absents de la céramique Sa Huỳnh.
Une maison incendiée a été découverte, ainsi qu'une autre à toits de tuiles de type chinois avec des tessons de céramique han, qui datent du début de l'ère commune. Enfin, à Gò Cẩm, une perle en verre bleu sombre de la région indo-pacifique ainsi que deux types de riz ont été mis au jour. Ces découvertes restent énigmatiques mais sont des indicateurs au moins du passage de la culture han et peut-être de son effet de modèle ou contre-modèle pour les chefferies locales, comme l'usage des tuiles de type chinois, qui perdurera.
La ville principale de cette entité politique pourrait correspondre à l'actuel village de Trà Kiệu, connu au cours des siècles suivants comme « Simhapura », orientée vers le fleuve Thu Bồn.

### Rapports avec l'Inde (Ier–IXesiècles)
Dès le début de l'ère chrétienne, l'Annam a connu une immigration indienne peu nombreuse mais qui a pacifiquement répandu l'hindouisme, le bouddhisme et le sanskrit, probablement une des langues de communication les plus répandues dans le sud-est asiatique à l'époque. Les moines bouddhistes introduisirent les deux formes du bouddhisme, Mahâyâna et Theravāda.
Des tout premiers temps datent des tessons décorés à la roulette, et qui seraient d'origine indienne, donc un premier témoin d'échanges lointains. On en a retrouvé sur la côte nord de Bali, aux environs de Jakarta et au nord de la péninsule Malaise. D'Inde viendrait aussi l'usage de petites verseuses kendi, dont l'appellation dériverait d'un kuṇḍika à bec (vase rituel bouddhiste, réservoir d'eau pure) et que l'on retrouve à cette époque à Trà Kiệu, vallée du Thu Bồn, probablement au milieu du IIIe siècle, mais aussi ailleurs au Champa et sur les routes du commerce indien.
Plus récents, des VIIIe – IXe siècles, les petits bronzes, mais aussi le grand Bouddha de Đồng Dương, probablement originaire du Sri Lanka theravâdin, datent tous de cette période et témoignent de cette co-présence,. Malgré cette forte influence indienne, les Cham vont garder des caractéristiques particulières qui se retrouveront dans leur statuaire bouddhiste et hindouiste, et qui la différencient de celles de l'Inde et de l'Indonésie.

### Trà Kiệu et l'émergence des premiers centres politiques (IIe–IIIesiècles)
Alors qu'au IIe siècle apparaissent à Trà Kiệu les premières installations villageoises (vers 100 EC), à la fin de ce même siècle le Linyi devenait indépendant. Le Viêt Nam central est aussi le point le plus au Sud pour l'usage des tuiles de type chinois, usage que l'on retrouve jusqu'en Corée et au Japon. Ces tuiles sont le signe de constructions remarquables, administratives ou religieuses, à Trà Kiệu dans la première moitié du IIe siècle. Les abouts de tuile plats et ronds sont de deux sortes. Ceux à motif estampé de nuages, lotus, etc. semblent dater de la dynastie Han et d'autres à motif de visages — peut-être des figures apotropaïques — dateraient du IIIe siècle des Wu de l'Est à Nanjing. Ils conviennent (c'est une convention), en Chine, aux architectures officielles et aux habitations les plus riches. Or, la recherche systématique de ces tuiles et abouts plats et ronds fait apparaître que plusieurs sites comparables, à l'embouchure de fleuves ou à proximité, signalent des constructions notoires et avec, en partage, ce signe que constitue à l'époque un toit de tuiles de facture très semblable dans chacune de ces « principautés ». Ce pourrait être l'indice d'une « alliance » entre pôles régionaux, ou « principautés », à l'embouchure de ces fleuves, qui se serait développée au IIIe siècle. Les Chinois ont nommé cette « alliance » Linyi, qui a pris localement le nom de Champa, au moment où l'influence indienne allait devenir déterminante.

## Premières inscriptions conservées, premiers centres encore préservés (Ve–XIIIesiècles)
Si les premiers textes connus, à partir du Ve siècle, sont datés à partir de critères paléographiques, cela ne signifie pas l'apparition de la culture cham. Cela signifie seulement qu'à cette période, les Cham ont considéré qu'il était important de conserver par écrit la mémoire de certains événements marquants. Ces premières inscriptions montrent des rois régnant sur des territoires restreints.
Les premiers centres cultuels actuellement répertoriés et encore préservés, en partie, sont situés dans la vallée du Thu Bồn (Hội An) avec les sites du sanctuaire de Mỹ Sơn (VIIe – XIIIe siècles), dédié au brahmanisme shivaïte, du sanctuaire du bouddhisme mahāyāna au site de Đồng Dương, fin IXe - début Xe siècle, et du sanctuaire de Trà Kiệu au Xe siècle, shivaïte (ces deux derniers sanctuaires ayant en grande partie ou totalement disparu).

## Rapports avec la Chine (IIIe–Vesiècles)
Il y a une divergence entre l'utilisation du terme Linyi, employé dans les textes chinois du IIIe siècle (dynastie Han) à 749 de notre ère, et la première apparition du nom Champa. Campā apparaît d'abord en 658 EC dans l'inscription Cham C.96 au sanctuaire de Mỹ Sơn, puis en 667 EC dans l'inscription khmère K.53 de Kdei Ang (Prey Veng). La manière dont cette identité cham a été forgée doit donc être examinée.
Au IIIe siècle, les spécialistes s'accordent pour interpréter la description que les Chinois font des habitants du Linyi comme étant ces austronésiens qui avaient migré dans la région auparavant (vers la fin du Ier millénaire avant notre ère). Les Han faisaient du commerce avec les Cham et ont établi des commanderies (Jiaozhi dans le delta du fleuve Rouge, Jiuzhen dans les provinces actuelles de Thanh Hoa, Nghê An et Ha Tinh, et Rinan dans les provinces de Quang Binh, Quang Tri et Thua Thien-Huê). Les Chinois voulant procéder à des taxations, il y eut des révoltes. À la suite du chaos qui accompagne l'effondrement de la dynastie Han en Chine, la révolte de 192, qui entraîne l'assassinat de l'administrateur de Rinan à Xianglin, aboutit à une nouvelle entité proto-Cham indépendante que la Chine reconnaît à partir du IIIe siècle.
À cette époque, les Cham sont connus pour être d'excellents marins, leurs principales activités sont centrées sur le commerce et la piraterie. Leur vocation maritime les a probablement mis au contact de la culture indienne, lors de leurs déplacements dans ce pays, et avec les autres populations austronésiennes du Nusantara (Indonésie), dont les pérégrinations vers l'Inde avaient probablement débuté avant que les Cham ne quittent Bornéo. Il est probable que des relations similaires aient été entretenues avec la ville portuaire d'Óc Eo du royaume de Founan jusqu'au VIIe siècle.
Pendant la dynastie Jin (265-420) avec sa politique de commerce ouvert, Linyi est enfin reconnu comme une entité politique. Le message de l'envoyé daté de 268 EC nomme également le roi du Linyi, Fan Xiong. Linyi y est décrit comme étant composé de « plusieurs tribus », ce qui suggère une structure politique à plusieurs têtes avec seulement « Linyi » qui mérite une mention spéciale. Ainsi, en 285 de notre ère, « dix royaumes du Sud », dont le Fou-nan (premier royaume khmer sur le delta du Mékong), furent invités à rendre hommage à la cour Jin. Le centre du Linyi semble plus correspondre aux environs de Hué et ne peut pas être localisé avec certitude à Trà Kiêu avant 605, moment où ce roi tente d'étendre ses possessions plus au Nord.
Ce n'est que dans la seconde moitié du Ve siècle que des relations différentes s'établissent entre Linyi et la Chine. À la fin du siècle, les annales de la dynastie Liang mentionnent la présentation « par le royaume de Linyi » d’une image du Bouddha Amitābha à la cour chinoise.

## Les États du Champa

### Des bassins fluviaux

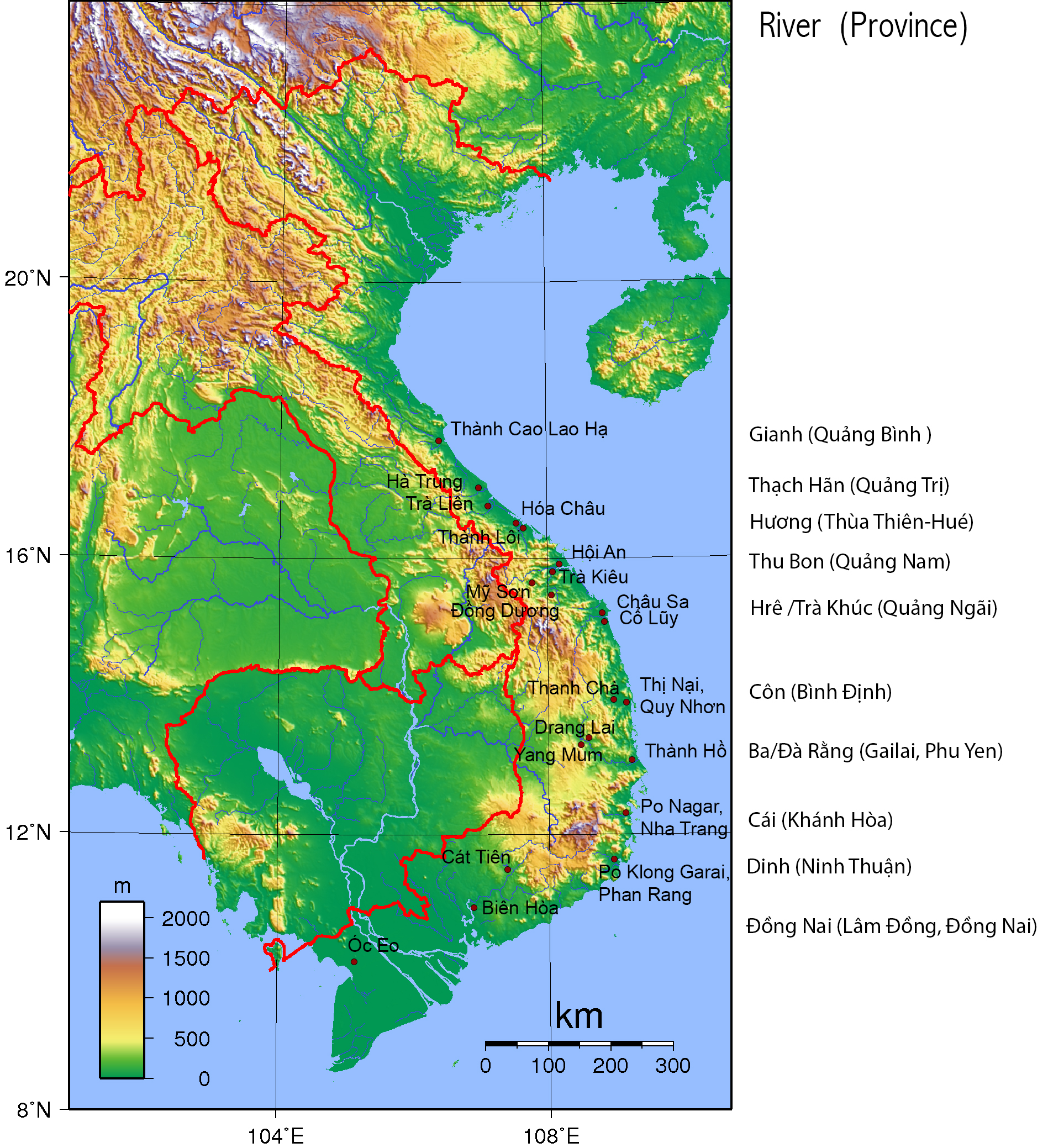
Territoires du Champa sur carte topographique. Les centres politiques sont indiqués par des témoins archéologiques. Ils sont situés dans des vallées, la plupart dans des plaines littorales, mais parfois sur les hauteurs.

Les États du Champa (répartis entre le 18e et le 11e parallèle), les plus aisés à identifier, correspondent à des centres de peuplement que l'archéologie et l'épigraphie nous indiquent. L'archéologie a apporté des preuves d'existences de populations cham et de nombreuses entités politiques avant que des termes sanscrits (comme Amarāvati ou Indrapura) ne puissent être employés, car ces termes désignent des entités politiques sur des périodes limitées. Le rôle essentiel des fleuves assurait à ces populations les moyens de communiquer et de transporter des biens et des personnes. Ainsi ces territoires peuvent être nommés actuellement par le fleuve dont ils dépendent, comme Trà Khúc, Côn et Đà Rằng, sur une période indéfinie.
À partir du VIIe siècle, dans le Champa du Nord, la vallée du Thu Bồn apparait comme le centre le plus actif, avec les vestiges du port de Hội An et le centre politique de Trà Kiêu, ainsi que les centres religieux de Mỹ Sơn et Đồng Dương. Cette vallée et la plaine qu'elle traverse fut le centre du royaume d'Amarāvati, et correspond à l'actuelle province de Quảng Nam (Đà Nẵng). La capitale en était l'ancienne Siṃhapura [Viêt Nam], sur l'actuel village de Trà Kiệu, avec pour centre religieux Mỹ Sơn, shivaïste. Le port qui faisait la richesse de ce peuple de commerçants et pirates, à cette époque, était situé sur l'actuelle Hội An, sur la rivière Thu Bồn. Il offrait un havre en cas de tempête ou de typhon et disposait d'un lieu de déchargement sur l'île voisine de Cù Lao Chàm. Des sondages, sur cette île, indiquent que cette région commerçait avec le monde chinois et avec le golfe persique, musulman, de même qu'avec le reste de l'Asie du Sud-Est et l'Inde, shivaïste et bouddhiste.
Une seconde capitale s'est développée dans cette région centrale, Indrapura (toujours dans la province de Quảng Nam). Elle était capitale dès 875 et au cours des décennies suivantes. Elle a eu comme centre religieux Đồng Dương, bouddhiste. Ce site d'Indrapura se trouve à proximité de l'actuel village de Đồng Dương, sur la commune de Bình Định Bắc. Enfin la troisième capitale de cette région Nord, l'ancienne en:Vijaya (Champa) (dans l'actuelle province de Bình Định, voisine de la précédente), fut capitale pendant plusieurs siècles jusqu'au jour où elle fut conquise en 1471 par le Đại Việt.
Par ailleurs, des centres bouddhiques mahāyāna existaient encore vers 1300, au nord du Champa : au Quảng Bình et au Quảng Trị ainsi que le grand ensemble de Đồng Dương, au Quảng Nam. Le souverain vietnamien, qui était bouddhiste, est venu les visiter.
Au Sud, d'autres centres ont été contemporains des précédents, et relativement indépendants des États cham du Nord, notamment dans le Kauthara (région de Nha Trang) et au Pānduranga (région de Phan Rang). Leurs souverains ont maintenu l'autonomie et la prospérité de leurs États jusqu'à la fin du XVIIe siècle, où ils furent déposés par le Đại Việt. Des inscriptions remontent au VIIIe siècle et le temple de Hòa Lai pourrait être aussi ancien. Un centre politique existait aussi en altitude à Ayun Pa (Gia Lai) sur le cours supérieur du fleuve Ba (ou Đà Rằng) (en). Une statue de Shiva portant une inscription et datée de 1360 (1282 Saka) a été découverte à Biên Hòa, ce qui semble le point le plus au sud du Champa.
Ces principautés avaient des relations commerciales intenses, par le port de l'actuelle Phan Rang, avec la péninsule malaise (presqu'île de Malacca) et l'île de Sumatra. Les beaux temples de Po Klaung Garai (XIIIe – XIVe siècles) et Po Romé (XVIe siècle) ont été les derniers édifices religieux cham édifiés à proximité des côtes. Mais le Panduranga, situé au Sud (de Cam Ranh, province de Khánh Hòa à Mũi Né, province de Bình Thuận) continua d'exister jusqu'au XIXe siècle.
Ce furent autant de petits centres établis à l'embouchure des cours d'eau, « faisant leur affaire des influences indiennes chacun à leur manière », indépendants, mais tout en restant en contact les uns avec les autres. Cette nouvelle conception du Champa qui s'impose dans les années 2000, comme une juxtaposition de centres plus ou moins indépendants mais en contacts, s'écarte nettement des ouvrages d'histoire classiques qui se réfèrent largement à l'étude de Georges Maspéro, Le royaume de Champa, parue en 1928.
La question de l'unité du royaume, dans ces conditions, doit être étudiée selon les sources, donc en fonction de points de vue initiaux différents, dans des contextes temporels et politiques différents. Ainsi Andrew Hardy étudie la relation entre un roi du en:Vijaya (Champa) (Quy Nhơn, Binh Dinh, temples de Tháp Bánh Ít) au milieu du XVe siècle et une principauté située en montagne, à Ayun Pa (Gia Lai). Deux inscriptions permettent de voir comment le roi déploie des ressources économiques et idéologiques pour affermir cette alliance. D'autre part les chroniques entre le Viêt Nam et la dynastie Ming permettent de percevoir la désintégration du royaume après 1471. Le Champa apparait bien, chaque fois, à cette époque, comme un État segmenté qui nécessitait de déployer de constants efforts d'intégration afin de lutter contre la fragmentation.

### Axes de communication, canaux et productions
Une étude, publiée en 2019, porte sur deux régions, du Ve au XVe siècle, la vallée du fleuve Thu Bồn, d'une part, et la vallée du fleuve Ba, dont l'estuaire et le cours inférieur est appelé Đà Rằng, d'autre part. Ces deux régions ont été habitées de longue date, et depuis la culture de Sa Huỳnh dans le cas de la vallée du Thu Bồn à Hội An. Cette étude montre que des réseaux de communication par voie de terre se sont développés à proximité des berges de ces fleuves sur cette longue période. Ces chemins pouvaient s'enfoncer profondément dans l'arrière-pays montagneux : depuis le Thu Bồn vers l'Ouest par une route qui atteignait Champassak, au Laos. Et depuis le Đà Rằng vers le Nord-ouest, vers l'Est et le Nord-Est du Cambodge. Cette vallée du Đà Rằng (en) (ou Ba), est la vallée fluviale la plus vaste du Viêt Nam, et sa citadelle de Thành Hồ, ainsi que de nombreux vestiges, dont une inscription du Ve siècle signalent un axe de communication essentiel à l'époque du Champa, sans que, pour autant, on y ait évoqué la présence d'un royaume. L'arrivée du bouddhisme par voie de mer est assez compréhensible, car les premiers bouddhistes de notre ère étaient déjà, majoritairement, des commerçants (au Gandhara, ils faisaient commerce de chevaux).
Le pays se nourrit largement grâce au savoir-faire de ses pêcheurs qui n'hésitent pas à s'aventurer en mer. Les bateaux leur permettent aussi de faire du commerce, leur principale source de richesse. Le riz apporte un complément nécessaire, mais les plaines sont peu étendues.
Le maillage des canaux dans ces petites plaines ne nécessite pas de travaux de grande envergure. Ils n'en demeurent pas moins essentiels et sont soigneusement entretenus pour la riziculture et le commerce à courte distance. Les citadelles encore conservées attestent elles aussi de douves et de canaux ; elles sont le plus souvent à proximité d'un fleuve car la navigation est le mode de communication le plus pratique.
Les produits miniers, l'or, plus que tout, mais aussi l'argent, le cuivre et l'étain qui sont exportés en abondance sont la source de richesse principale. Pierres précieuses, lapis-lazzuli, ambre, coraux et perles servent de cadeaux diplomatiques au Đại Việt et en Chine.
Le commerce du bois d'aigle, qui pousse en altitude et qui était commercialisé par les peuples des montagnes, a toujours été une richesse exploitée au Viêt Nam. L'arbre produit le calambac, une résine qui imprègne le bois lorsqu'il est infecté par certains champignons et/ou bactéries ; ce calambac est réputé pour ses vertus médicinales, pour chasser les insectes et comme parfum, entrant dans la composition des encens.
Le Champa qui importe des chevaux depuis le nord-ouest de l'Inde, on imagine à grands frais, est aussi renommé pour les rhinocéros et éléphants de ses propres forêts. Ce sont parfois des cadeaux diplomatiques offerts à la Chine.
La route de la soie par le Nord étant momentanément coupée par les tibétains, les souverains Cham ont su profiter plus tôt que leurs voisins Viêt de l'opportunité de cette route de la soie par mer, et au-delà, jusqu'à Rome. Cet âge d'or de la route de la soie par le Sud correspond à une période de stabilité du Champa aux Xe – XIe siècles - une partie de l'époque des Tang et des Song (618-1279). Le commerce va faire la richesse de ces souverains, leur côte étant une halte obligée, à cette époque, entre la Chine et le détroit de Malacca, avec le Śrīvijaya, dans ce réseau commercial majeur.,.

### Structures sociales

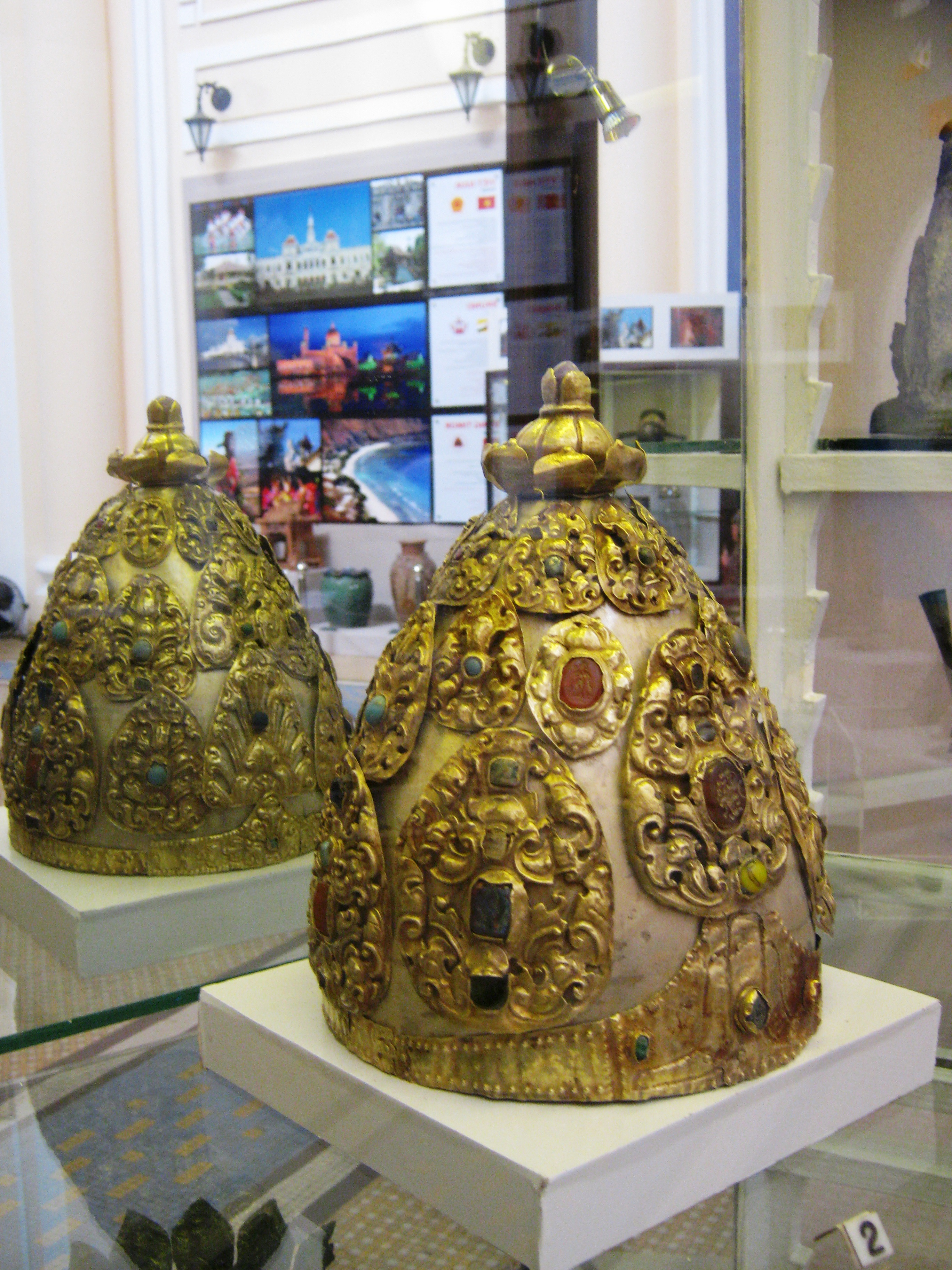
Couronne du roi Po Klong M'hnai, fabriquée entre les s. Musée d'Histoire du Viêt Nam
Ho Chi Minh-Ville

La hiérarchie sociale était hindoue mais les Cham n'étaient pas divisés en quatre castes, brahmanes, kshatriyas, vaishyas et shudras, même si les deux premiers sont bien mentionnés dans les inscriptions. Les brahmanes (les prêtres) ne sont pas au-dessus des rois, kshatriyas. Les kshatriyas désignant aussi les guerriers, en général. Les inscriptions ne mentionnent pas le peuple, à l'exception d'« esclaves » pour les temples, dont on ne sait rien de précis. En Asie du Sud-Est l'inégalité entre les hommes est un fait, non mentionné, (« le peuple » n'existe pas), sans que le système des castes tel qu'il existe en Inde soit transposé ici.
Le pouvoir royal est fondé sur des principes venus d'Inde. Le roi est le défenseur du dharma, qui est « la règle enseignée par les sages », ceux « dont l'autorité repose sur les Véda, la tradition ».. Le « roi des rois » (Rajadiraja) ou de « Seigneur de la terre entière du Champa » (Po Tana Raya) devait obtenir par la force l'assentiment des rois dont il se posait lui-même en souverain suprême.
Au Xe siècle, dans l'Indrapura, la lignée est matrilinéaire et le rôle des femmes y est important. Mais ceci n'est pas constant En 875, au Nord, dans la vallée du Thu Bồn, le pouvoir du roi des rois se réclame d'une lignée dont l'origine, Uroja, détient le pouvoir d'un ancêtre mythique Bhrgu qui a reçu de Śiva le linga Bhadreśvara. Et au milieu du XIe siècle, malgré le changement de capitale au Sud, dans le Pānduranga une famille régnante revendique encore son appartenance à la lignée d'Uroja. Aucune branche n'a donc le pouvoir suprême mais on reste cependant dans un système de réseaux de relations généalogiques.
La tradition cham parle souvent de deux clans (lignées) qui se partageaient le pays : le clan de l'aréquier (Kramuka) dans l'État du Panduranga et celui du cocotier (Narikela) qui dominait au Nord..
Il n'y a pas de système monétaire. Chacun doit avoir des terres dont il tire sa subsistance. Les impôts sont prélevés en nature, et, sur les données disponibles au VIIe siècle, le roi prélevait 1/6e des récoltes de riz. Il peut en donner une partie au temple. Le roi est alors le plus grand propriétaire foncier, cependant s'il en garantit l'ordre il n'en dispose pas à sa convenance. Par ailleurs, les membres de sa famille et les fonctionnaires se transmettent héréditairement leur patrimoine foncier. Les temples et monastères étant aussi de grands propriétaires fonciers.
La marque du pouvoir royal a été, pendant une courte période, « le parasol unique », blanc, avec Paramabodhisattva, roi des rois dont on ignore tout de l'étendue du territoire et du pouvoir, qui s'interrompt néanmoins en 1086.

### Cartes
L'établissement de cartes est un travail constant. Ainsi les anciennes cartes représentaient l'organisation spatiale du Champa comme un ensemble de cinq territoires - Indrapura, Amarāvatī, Vijaya, Kauṭhāra et Pāṇḍuraṅga - sur un modèle construit sur une liste publiée par Georges Maspero en 1925. Ce modèle est aujourd'hui obsolète. En 2012, à la conférence de Paris New research in historical Campā studies de nombreux auteurs avaient adopté une représentation de la géographie politique du Champa fondée sur les fleuves. Ils prennent en compte la nature anachronique des cartes "généralistes" qui portaient des noms en sanscrit et mettent en valeur le modèle des vallées fluviales pour l'interprétation d'informations portant sur des périodes historiques précises.

### Sources épigraphiques
Sur une période historique précise, donc, PO Dharma (1997), précisait qu'à partir du VIIIe siècle et pour presque deux cents ans, le Champa semble, d'après les inscriptions et les textes, avoir été « une sorte d'État fédéral ou de fédération plutôt qu'un royaume unitaire ». Selon cet auteur le Champa va atteindre alors « les limites de sa plus grande extension, puisqu'il va s'étendre de la "Porte d'Annam" au Nord, au bassin du Dong Nai, au Sud. [Il est alors] divisé en cinq régions, qui semblent avoir été des principautés : Indrapura, Amaravati, Vijaya, Kauthara et Panduranga ».
Une autre étude des sources épigraphiques montre que cette région était constituée de bien plus nombreuses principautés. Certaines d'entre elles sont évoquées dans les sources épigraphiques et avec des généalogies de rois sur des périodes historiques limitées mais sur des territoires quelque peu variables. Le « roi des rois » était celui qui parvenait à imposer, pour un temps, sa suprématie aux autres par des victoires militaires et un tribut, mais sans la volonté de s'attribuer leurs terres. Cette suprématie était souvent remise en cause, et la « capitale du Champa » s'est déplacée, en conséquence. Les différents centres du Champa ne furent jamais unifiés en un seul royaume. L'extrémité Sud, l'ancien Panduranga était indépendante. La région de Vijaya-Quy Nhan, était le plus souvent indépendante du Panduranga comme de la région du Thu Bồn.

### Histoire des royaumes et des principautés

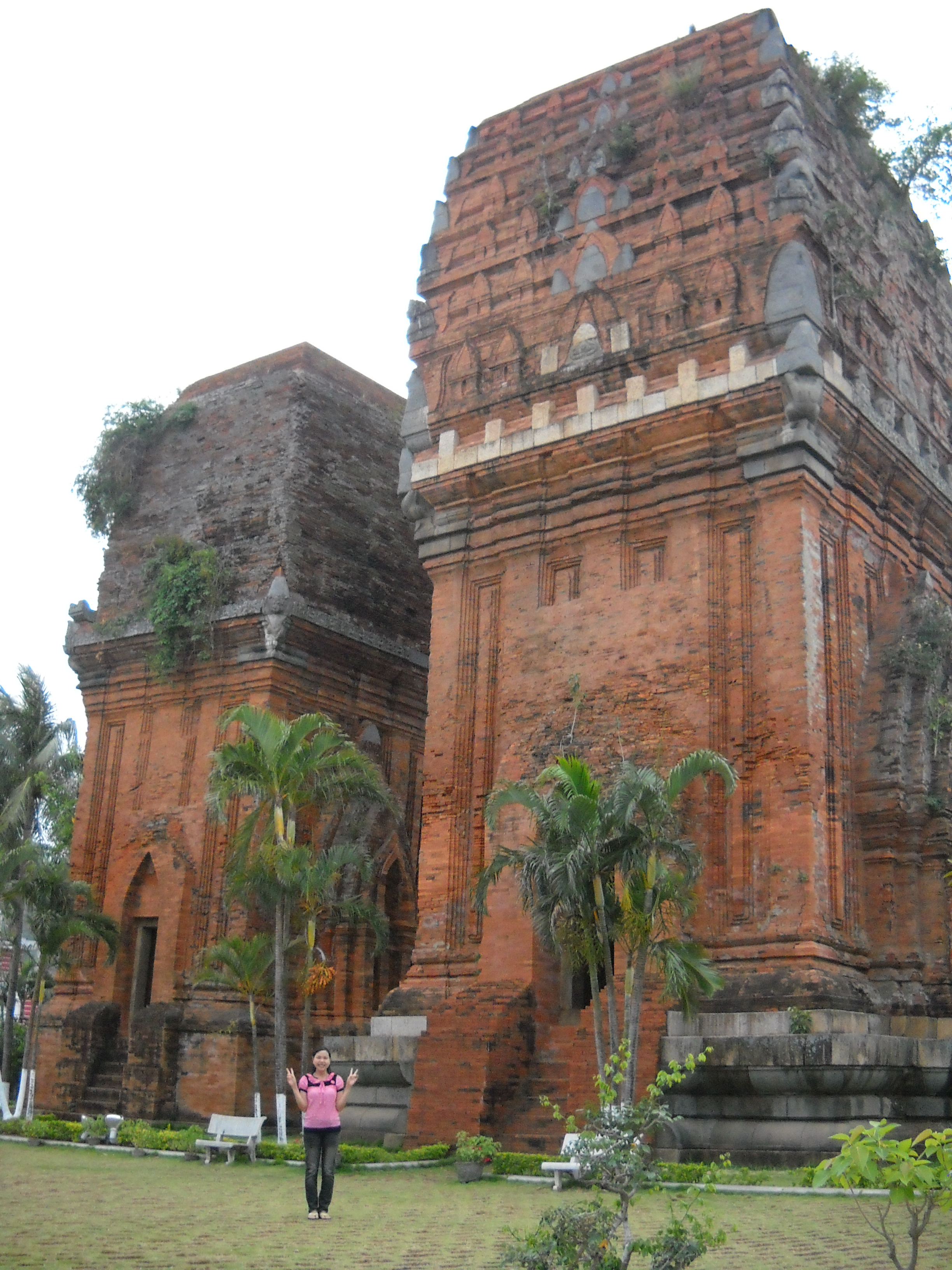
Tours-sanctuaire de Tháp Đôi à Quy Nhơn (Bình Định). Fin

Siṃhapura et Indrapura sont situées au Nord, et les autres s'échelonnent progressivement vers le Sud.

#### Siṃhapura en Amaravati (VIe–XIesiècles)
Au VIe siècle, une nouvelle dynastie s'empare du pouvoir, se libère du joug chinois et entame une période de prospérité. Elle sera cependant en conflit quasi perpétuel avec ses voisins de Java, des provinces chinoises au nord et de l'empire khmer émergeant à l'ouest. La capitale est alors située à Siṃhapura (Trà Kiệu), et son port correspond à l'actuelle Hôi An, à proximité de Dà Nang.
Dans la vallée du fleuve Thu Bồn, la ville actuelle de Trà Kiệu (35 km. au sud de Đà Nẵng) contient le site de Hoàn Châu, probablement sur l'ancienne Siṃhapura, capitale de l'ancien État d'Amarāvatī, avec le centre shivaïte de Mỹ Sơn dans les montagnes proches. Ce lieu de culte, fondé par Bhadravarman (r. 380 - 413), ayant été détruit par le feu, est reconstruit par Sambhuvarman (r. 577 - 629), en particulier le temple A1. À la différence de ses prédécesseurs, le roi Prakasadharma (r. 653 - v. 687) est le premier « roi des rois » du Champa. L'Amaravati correspond alors à peu près aux actuelles provinces de Quảng Nam et de Quảng Ngãi, mais elle s'est étendue jusqu'à la frontière de l'Annam, le protectorat chinois sur le nord de l'actuel Viêt Nam. La citadelle de Siṃhapura avec ses murailles et son fossé a bien été repérée. Les sculptures des Xe – XIe siècle qui appartenaient à son temple indiquent qu'elle est restée encore un élément fort du dispositif de défense cham.

#### Indrapura (VIIIe–Xesiècles puis jusqu'auXIVesiècle)

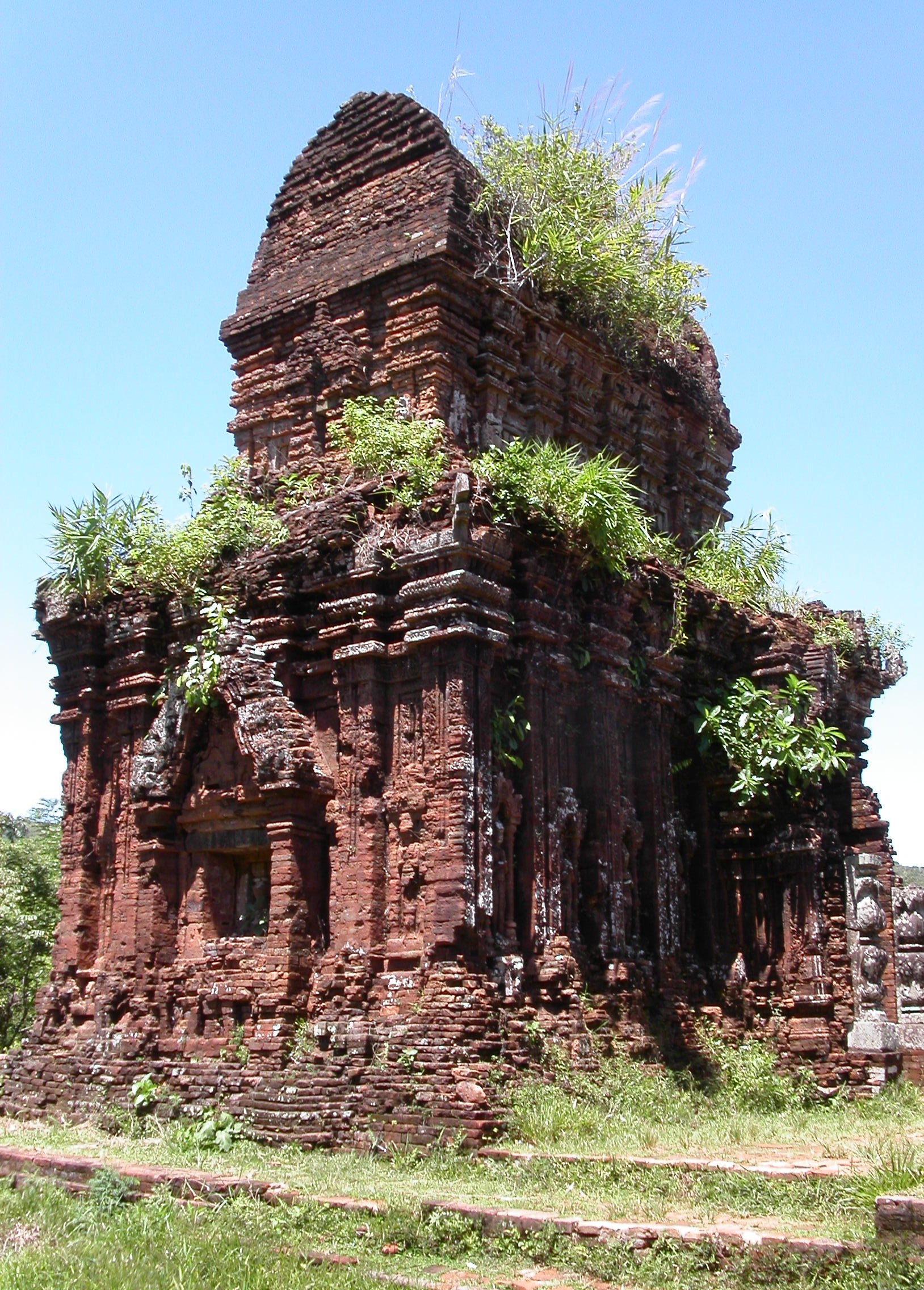
Temple B5 du sanctuaire de Mỹ Sơn, Xe siècle. Sanctuaire brahmanique shivaïte

En 875, Indravarman II établit la dynastie à Indrapura, sa capitale d'Amarâvatî et l'orne de nombreux palais et temples.
Indrapura est située à proximité ou sur le village de Đồng Dương. En effet, aux VIIIe – IXe siècle le bouddhisme se répand. Le monastère de Đồng Dương témoigne de cette ferveur, l'ensemble du site ayant été consacré en 875 à Lakṣmīndra-Lokeśvara (le nom du roi adjoint au nom du bodhisattva de la compassion, le plus vénéré et le plus populaire parmi les bouddhistes du Grand véhicule, Mahāyāna). L'ensemble de Đồng Dương est consacré par Indravarman (II) dans sa capitale, Indrapura, le royaume correspondant à l'ancienne Amaravati. Cependant le bouddhisme Theravāda était bien présent, lui aussi, au Champa. Et le site de Đồng Dương était certainement déjà dédié à Bouddha. Le monastère bouddhiste se situe à proximité de l'actuel village de Dong Duong, sur la commune de Bình Định Bắc, non loin de Trà Kiệu (Siṃhapura). Les princes d'alors ont néanmoins continué de faire élever de nouveaux temples dans l'enceinte brahmanique de Mỹ Sơn. Indrapura a donc été, elle aussi, capitale du Champa dès 875 et jusqu'en 982. L'actuel port de Hội An leur servait déjà de port à Siṃhapura et Indrapura. L'emplacement supposé d'Indrapura est voisin, aujourd'hui, des ruines de Ðông Duong.

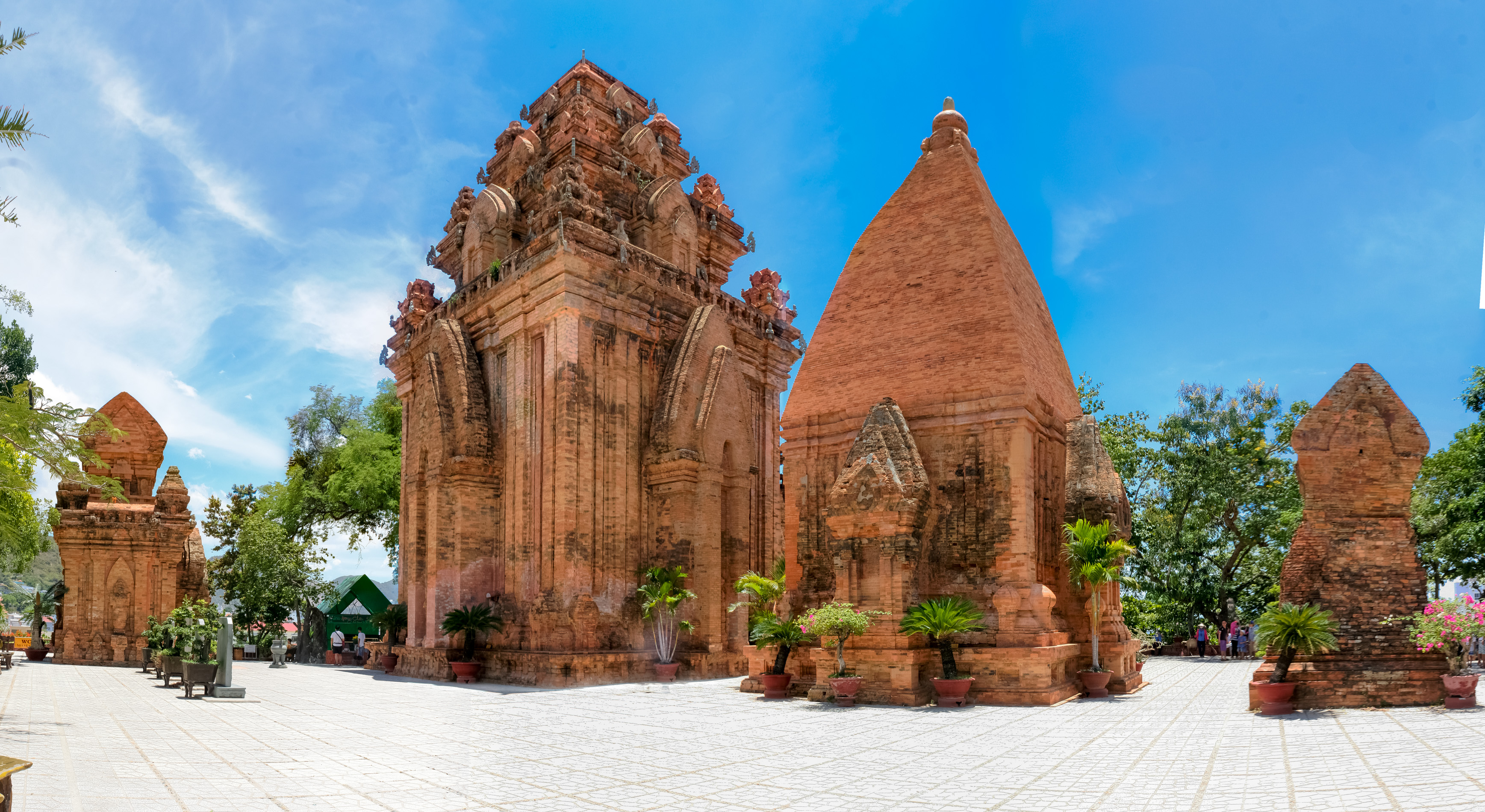
Temple de Po Nagar, Xe siècle et plus tard. (Nha Trang).

Indravarman (II) entretient des relations étroites avec Java. Cette relation se poursuit encore sous Bhadravarman III. Le fils de ce dernier fait ériger, en 918, une statue en or dans le sanctuaire de Po Nagar, afin de renforcer les liens entre le Kauṭhāra et Amaravati. Mais les relations avec Angkor, quant à elles, tournent à l'affrontement. En 947 les khmers envahissent et pillent le Kauṭhāra. Ils sont repoussés ensuite, et des relations sont ouvertes avec la Chine de la période des Cinq Dynasties et des Dix Royaumes. Le sanctuaire est restauré avec une statue en pierre, cette fois-ci. Après 972, le roi Paramesvaravarman Ier va devoir affronter, pour la première fois la nation viêt. Ceux-ci, après s'être libéré du joug chinois, créent le Đại Cồ Việt en 968 ; mais aussitôt un rapport de forces s'installe entre les deux voisins. Le roi cham est tué en 981 ou 982, et son successeur doit s'enfuir tandis que la capitale est pillée et brûlée. Un usurpateur viêt s'installe alors à Indrapura. Mais les princes cham élisent un nouveau roi des rois à Vijaya, et celui-ci reprend la capitale à la mort de l'usurpateur, un an après. Mais la guerre se poursuit ensuite. La capitale sera déplacée en conséquence sur Vijaya en 998.
Alors qu'Indrapura est capitale du royaume du Nord, un roi, Che Cu, prisonnier d'un empereur Viêt, ne peut retrouver sa liberté qu'en abandonnant ses trois provinces du Nord en 1069 : le col de Lao Bao marquant la frontière Nord. Un prince du XIIe siècle, Jaya Harivarman a su à nouveau unifier son royaume depuis la vallée du Thu Bồn, après une période d'invasions et de désordres. À cette époque le pouvoir d'Indrapura s'étend sur les sites archéologiques actuels de Hà Trung, au Nord, et Linh Thái au Sud. En 1306 cette frontière Nord descend au col des Nuages (col de Hải Vân),.

#### Royaumes et principautés (finIXe–XIIIesiècle)
Au milieu du IXe siècle, alors que la lignée fondée par Indravarman (II) règne depuis Indrapura au-delà de la vallée du Thu Bồn, le Champa ne donne plus que l'image d'une juxtaposition de royaumes. À partir du XIe siècle la situation est plus confuse encore, avec des ennemis venus de l'extérieur (pays khmer, Viêts). Au Xe siècle, libéré du joug chinois, le royaume vietnamien de Đại Việt, jusqu'alors confiné dans le delta du fleuve Rouge, cherche à s'étendre et entame une politique d'extension vers le sud (ou Nam Tiên) et entre en conflit avec le Champa. En 1044 Vijaya est prise, pillée et vidée d'une partie de sa population. Après la mort d'Harivarman (II) le nouveau souverain abandonne Indrapura, trop proche du pays Viêt en 1000. C'est le premier recul du Champa sous la pression de la nation viêt qui ne cessera jamais, jusqu'à la disparition du Champa huit cents ans plus tard.
On ignore quel est le centre du pouvoir depuis la fin de la lignée des princes d'Indrapura. Lors des conflits avec les khmers (sous Jayavarman VII khmer, r. 1181-1218 ou 1219) le pays ne ressemble plus à une confédération de royaumes mais semble devenir un royaume centré sur la capitale, Vijaya. Il est, alors, divisé en provinces soumises au pouvoir central. Le pouvoir se situe bien dans une capitale unique, alors que les lignées s'y succèdent. Mais celles-ci ne savent exercer leur autorité qu'à l'échelon local et ne parviennent pas à s'imposer à l'échelon régional.
On estime qu'à ce moment, une partie de l'aristocratie et des populations côtières de ces régions a émigré au Çrivijaya (Malacca, Sumatra et Java).

#### Vijaya (XIIe–XVesiècles)
Bien qu'aucun document ne permette d'en être sûr, Quy Nhơn (Bình Định) est considérée comme l'ancienne en:Vijaya (Champa) évoquée par les inscriptions cham et khmères des XIIe et XIIIe siècles. Cette ville aurait été fondée pour et par les Khmers sur le territoire d'une famille royale du Champa, proche du pouvoir khmer. Ses sept tours actuellement visibles en font un lieu architecturalement différent des autres sites de cette période. L'usage qui est fait d'éléments en grès, bien plus qu'ailleurs, les rapprocherait de l'architecture khmère, bien que leurs formes s'en écartent nettement.
Le Nagarakertagama, un poème épique écrit en 1365 dans le royaume javanais de Majapahit, cite Cempa, c'est-à-dire le Champa, parmi les contrées avec lesquelles le royaume entretient des relations commerciales.[réf. souhaitée]

#### Pānduranga

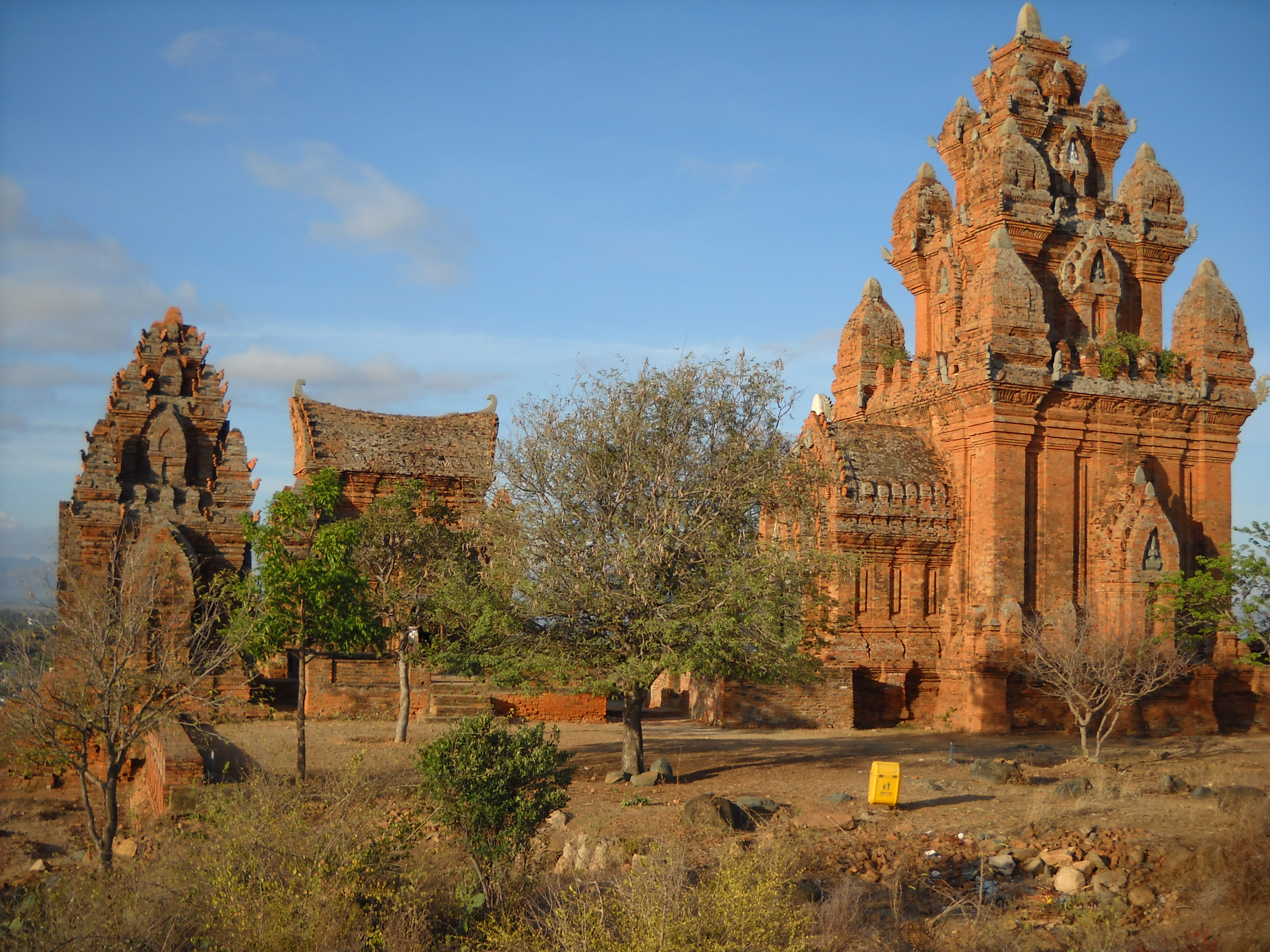
Po Klong Garai, fin XIIIe siècle. (Phan Rang).

Pānduranga s'étendait sur les provinces actuelles de Bình Thuân et de Ninh Thuân. Pānduranga (Panran dans sa forme indigène) eut pour capitale Virapura, qui porta aussi le nom de Rajapura (aux environs de Phan Rang - Tháp Chàm). Cette principauté était la plus grande. Elle comprenait Kauthara qui, à certaines époques, en fut détaché et forma la quatrième des grandes divisions territoriales avec Yanpunagara comme centre. Virapura abrite alors un palais royal mais n'est jamais nommée « ville de Champa » (c. à d. « capitale » du Champa).

#### Kauthāra
Kauthāra s'étendait sur les provinces actuelles de Khánh Hòa et Phú Yên. En 1050 le roi du Kauthāra, Rudravarman, tentait d'imposer son emprise sur le Pānduranga voisin et son souverain, Parameśvara.
À cette époque, au milieu du XIe siècle, la confusion qui règne au Nord, indique qu'aucun roi des rois ne peut imposer son pouvoir et celui de sa lignée. Néanmoins les routes commerciales sont florissantes, tous ces royaumes s'enrichissent.

### Conflits entre Khmers et le Champa (XIIesiècle)
Les Khmers poursuivent une politique expansionniste vers l'Est afin d'intégrer le Cambodge dans le réseau de commerce maritime international favorisé par les Song du Sud. Les attaques contre le Viêt Nam ayant échoué, Suryavarman II (1113-1145/1150) conquiert Vijaya. Mais deux ans plus tard, le nouveau roi Cham, Jaya Harivarman Ier accède au pouvoir et libère son pays de l'emprise khmère. L'expansion cambodgienne reprend avec Jayavarman VII (1181-1220 ?) au Vijaya vers 1160-1170. Deux dignitaires cham auraient suivi Jayavarman VII au Cambodge et l'aidèrent à réunifier le pays. De retour au Vijaya ils auraient été investis de responsabilités afin de maintenir les conquêtes effectuées par les Khmers sous leur autorité. Ces partisans des Khmers se seraient avéré être peu sûrs.
L'histoire classique de la grande conquête d'Angkor en 1177, suivie de l'occupation de la ville pendant plusieurs années, n'est plus soutenable après une étude attentive des sources épigraphiques et non des textes chinois peu fiables car recopiés. Les bas-reliefs du Bayon qui montrent des vainqueurs cham, représenteraient ces alliés cham qui, aux côtés de Jayavarman lui ont permis de reprendre le pouvoir alors qu'un usurpateur s'en était emparé durant la campagne de Jayavarman contre Vijaya.
Jayavarman VII est encore en guerre en 1190, guerre qui se poursuit jusqu'en 1220. Pendant cette période un dirigeant important au Champa a laissé dix inscriptions, dont huit à Nha Trang et Phan Rang, une de My Son et une du Binh Dinh. C'est donc le Sud qui était en train de prendre de l'importance.

### Conflits entre le Champa et l'empire viêt

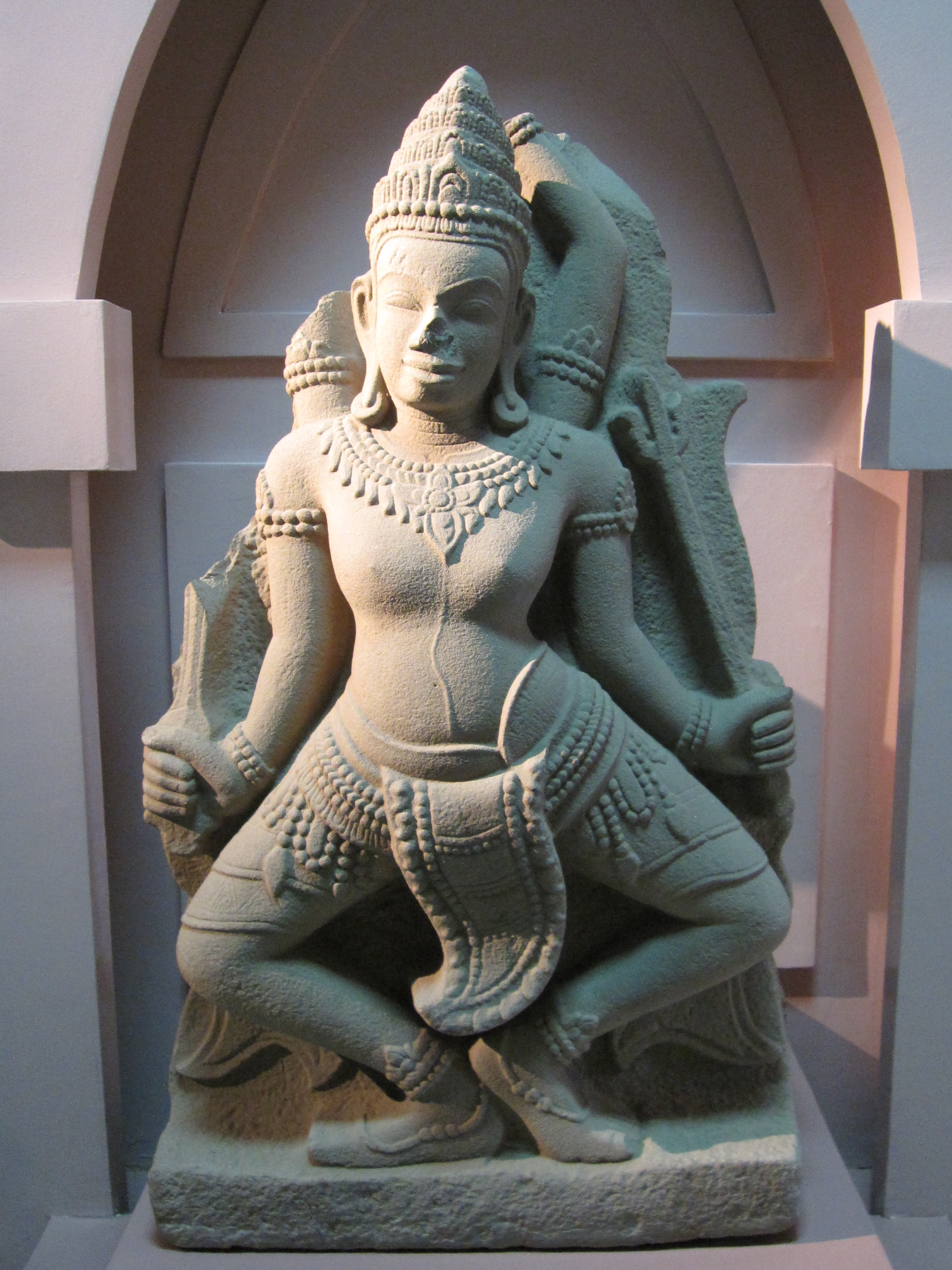
Shiva dansant. Circa, style de Tháp Mắm ?, Bình Định. Grès en haut-relief. Musée national d'Histoire du Viêt Nam, Hanoï

### Conflits entre le Champa et l'empire viêt (XIIe–XIXesiècles)

#### Conflits antérieurs
L'ethnie viêt s'est longtemps cantonnée dans la vallée et aux alentours du fleuve Rouge, et avant le milieu du Xe siècle sa seule histoire ne repose que sur les annales chinoises. Avec le déclin de la Dynastie Tang (618-906) et la libération du peuple viêt, est apparue une puissance guerrière qui cherchera plus ou moins constamment à imposer sa suzeraineté sur les territoires cham, sinon khmers.
Débutant en 938, une véritable révolution amène, l’année suivante, la défaite des forces Chinoises dans la région. En 940, les Viêts sont les maîtres de leur pays depuis les collines du Yunnan jusqu’au 17e parallèle. La première dynastie étant celle des Ngô (939-965). Cette dynastie disparue, après une courte période de luttes entre seigneurs de guerre, un seigneur parvient à s'imposer et se proclame empereur, c'est Đinh Bộ Lĩnh et il donne à son pays le nom de Đại Cồ Việt. Ce nom perdurera jusqu'en 1044, lorsque le troisième empereur de la dynastie Ly lui donnera le nom de Đại Việt, sans aucun rapport avec celui employé par les Chinois, Annam. Néanmoins, en 1010, l'empereur reconnait la suzeraineté des Song afin d'assurer la paix sur sa frontière Nord en échange d'un tribut périodique, et plutôt symbolique[réf. souhaitée].
À la mort de Đinh Bộ Lĩnh, le prince héritier et sa mère, la reine, sont sous la protection du généralissime Lë Hoàn. Aussitôt deux menaces se présentent, du Nord, venue des Song, et du Sud, venue des Cham. Les Cham sont repoussés et le général est nommé empereur, fondateur des Lê antérieurs (980-1009). Ceux-ci emportent la faveur générale et unifient le pays tout en imposant la religion bouddhique. Les attaques continuent avec de nouveau les Cham qui sont chaque fois repoussés.

#### La «marche vers le Sud» du Đại Việt
La dynastie suivante, en pays viêt, les Ly (1009-1225), va déplacer la capitale à Thăng Long, la future Hanoï. Dès 1025 commence ensuite la « marche vers le Sud » le long des côtes, le Nam tiến (en), commandée en partie par une très forte poussée démographique. Les populations conquises devenant très vite de simples minorités, dont certains traits culturels seront peu à peu assimilés à la culture viêt.
Les combats aux frontières du Champa sont constants, et en 1044 le Đại Việt attaque et vainc le Champa. Vijaya est prise et pillée. Un nouvel empereur bouddhiste prend le pouvoir, Lý Thần Tông. À l'occasion d'une réplique aux incursions de peuples des montagnes de l'ouest et des Cham, au Sud, la guerre de 1069 menée par l'empereur aboutit à l'annexion des trois provinces nord du Champa. S'ensuit une période de prospérité pour les deux pays.
Les Cham sont alors en rivalité pour la succession tandis que les Khmers les attaquent. Paramabodhisattva, roi des rois aurait alors rassemblé le pouvoir autour du « parasol unique », symbole bien éphémère de l'unification du Champa. Suit une période où les Cham continuent d'affronter les Khmers pendant soixante-quinze ans et finissent par les chasser. Pendant ce temps, vers la fin du XIe siècle, toutes les provinces côtières au Nord de Hué sont passées sous contrôle vietnamien.
Les conflits incessants grignotent le territoire cham, tant et si bien qu'à fin du XVe siècle, le royaume de Champa est quasiment dépecé. En effet, en 1471, sous le règne de l'Empereur du Đại Việt, Lê Thánh Tông (1442–1497), le Champa subit une grave défaite face aux Vietnamiens : cent vingt mille Chams sont tués ou capturés et le royaume est réduit à la petite enclave de Nha Trang. 30 000 prisonniers sont déportés à Thăng Long (Hanoï), dont le roi du Champa et 50 membres de la famille royale. À partir du XIVe siècle et jusqu'en 1471, avec la chute de Vijaya, les inscriptions ne permettent pas de connaître l'évolution de la royauté. Après quoi, la perte de ces références aux lignées indique un changement profond des mentalités, mais ça n'est pas pour autant la chute du pays.
La population cham était estimée à 200 000 environ au début du XIIe siècle. Dès 1471 les Lê ont occupé toute la partie Nord du pays, massacré ou déporté la population de la région de Vijaya qu'ils ont remplacée par des Vietnamiens. L'expansion viêt s'amplifie ensuite à partir du XVIe siècle, en particulier en 1720 sous le règne Đại Việt de l'Empereur Trịnh Cương (1709-1729), ce qui entraîne la fuite au Cambodge du roi des Cham et de sa suite.
Les princes cham du Pānduranga (ou Prădară) sont maintenus au pouvoir jusqu'en 1822 et dans une relative autonomie jusqu'en 1832 ou 35 sous le règne de l'empereur Minh Mạng des Nguyễn (1820-1841). Le Champa est alors absorbé par le Viêt Nam,,. Mais une violente révolte de Chams et de montagnards coalisés par un Musulman Khmer, dont on ne sait s'il était Malais ou Cham, le cātib Sumat, se transforme en « guerre sainte » durant l'année 1833. Une seconde révolte soulève une partie des Cham du Pānduranga et l'ethnie Raglai. La révolte eut lieu en 1834 et début 1835. Elle fut matée dans le sang ensuite par le pouvoir de Huế.
Les terres des Cham sont partout saisies, ils doivent se plier à l'organisation socio-politique des nouveaux occupants, sont accablés d'impôts, de corvées, traités comme des sous-hommes (ce que ne nient pas les annales vietnamiennes). À la fin du XIXe siècle ils ne sont plus que 40 000. De nombreuses révoltes s'ensuivent. La colonisation française s'opère ensuite. L'administrateur français Aymonier, nommé en 1886 sur la province de Bình Thuận, mène alors plusieurs actions contre les troupes vietnamiennes du Cần vương, ce qui entraine le soulèvement des Cham. Ceux-ci sont alors armés par les Français contre leurs oppresseurs. Le nouveau régime de l'Indochine française, qui a fait le choix stratégique de protéger les minorités contre les Vietnamiens, mettra donc fin à ces discriminations jusqu'à l'arrivée au pouvoir du dictateur Ngô Đình Diệm en 1955. La vietnamisation forcée a été alors imposée aux derniers cham qui ne l'étaient pas déjà.
À côté des Cham proprement dits d'autres populations du Viêt Nam actuel vont souffrir de cette colonisation interne, ce sont les peuples des montagnes, auxquels les Cham donnent le nom de "Kiratas", et qui regroupent notamment les populations "Ba Na", "Gia Rai", "Ê Ðê", "Ra Glai" et "Chu Ru". Leurs terres seront saisies et données à des Viêts catholiques et le mouvement de transfert de populations Viêts vers les montagnes, sur les terres de ces Kiratas, se poursuit au moins jusqu'en 2001 et 2004, dates qui correspondent à des révoltes des peuples des montagnes contre les discriminations dont ils sont victimes.

## Religions
La religion principale des Cham était, depuis au moins le Ve siècle, l'hindouisme, c'est-à-dire l'adoration des trois dieux de la Trimûrti : Brahma, Visnu et Çiva. Çiva étant la divinité centrale, de très loin, la plus vénérée sinon celle qui a fait l'objet du plus grand nombre de temples et d'images, symboliques ou anthropomorphiques. Les Cham pratiquent depuis cette même époque le bouddhisme. La majorité des Cham vivants au Viêt Nam sont hindouistes (les "Balamon Cham") et en minorité musulmans. Alors que ceux réfugiés au Cambodge sont majoritairement musulmans (les "Cham Bani") et en minorité bouddhistes. On retrouve des éléments de l'animisme pratiqués lors de cérémonies de ces diverses religions.

## Une civilisation méconnue
L'étude du patrimoine cham a débuté avec la création de l'École Française d'Extrême Orient (EFEO), et est menée par Henri Parmentier en 1900 : inventaire des monuments, fouilles archéologiques, traductions des inscriptions découvertes.
En 1901, Charles Carpeaux (Paris 1870- Saïgon 1904), fils du sculpteur Jean-Baptiste Carpeaux, va se rapprocher de l'École française d'Extrême Orient. Il réalise en 1902 de nombreuses photographies sur les fouilles du monument bouddhique de Đồng Dương et en 1903 et 1904 sur le site du sanctuaire de Mỹ Sơn,. L'École française d'Extrême Orient conserve un très grand nombre de documents photographiques qui offrent l'aspect originel des sanctuaires au moment de leur découverte par les Européens et des premières fouilles, les sculptures étant encore en place, avant leur mise à l'abri dans les musées.
Les archéologues et les chercheurs français ont abandonné les travaux scientifiques qu'ils avaient commencés sur la civilisation Cham en 1900 après leur prise en charge, en 1907, de l'étude du site d'Angkor qui possédait des monuments plus importants et des témoignages épigraphiques plus nombreux que ceux de la civilisation cham.
En 1907, Angkor est rétrocédé de la Thaïlande au Protectorat du Cambodge. Des études ont été reprises dans les années 1920 et 30. Après la seconde guerre mondiale, de nombreux conflits empêcheront la poursuite des études et de très nombreuses destructions, des vols aussi vont effacer une part importante de l'ancien Champa.
Philippe Stern (1895-1979), directeur du Musée national des Arts asiatiques - Guimet à l'époque, avait multiplié l'envoi de rapports au Ministère des Affaires étrangères pour sensibiliser à la protection du patrimoine Cham. Pendant la guerre du Viêt Nam, en 1969, il écrit à Richard Nixon alors Président des États-Unis pour demander la préservation des monuments vietnamiens et notamment ceux de la civilisation Cham en s'appuyant sur des plans, des cartes et des annotations. Si certains monuments ont réussi à bénéficier d'une protection américaine comme le musée de la sculpture cham de Đà Nẵng qui rassemble depuis 1918 les plus belles sculptures Cham ; d'autres ont été détruits par les bombardements : la tour A1 du Sanctuaire de Mỹ Sơn (province de Quang Nam), chef-d'œuvre du Xe siècle et le temple bouddhique de Đồng Dương (province de Quảng Nam).
Auparavant, Philippe Stern s'est beaucoup investi dans la sauvegarde et la connaissance de l'Art du Champa, en effet, avec son équipe il a encodé les monuments avec une méthode de classification des styles qui reste unique. Il a ainsi identifié l'ensemble des styles de l'Art du Champa.

## Art du Champa

### Évocation succincte
Les temples cham les plus importants ont été construits au Xe siècle comme la Tour A1 de My Son, malheureusement détruite par un bombardement américain en 1969. Les formes des sanctuaires shivaïtes sont issues de l'tradition architecturale hindouiste, mais, au Champa, une architecture bouddhique s'en distingue nettement.
Les premiers temples ont été des temples ouverts, lumineux, disposant d'une sculpture figurative ou symbolique au centre du sanctuaire, protégée par une charpente couverte de tuiles. Ces anciennes charpentes ayant disparu, les archéologues ont mis au jour les ensembles sculptés, aujourd'hui conservés dans les musées, dont le musée de Đà Nẵng. Tous les temples qui ont été bâtis ensuite sont en briques, abondamment sculptées sur leurs faces externes. Une seule porte en permet l'accès et elle s'ouvre à l'Est, en principe. Sur les autres faces, seules de fausses portes participent de la décoration avec des pilastres, souvent doubles.
Des grès sculptés donnent forme aux statues de culte et aux divinités secondaires. Le grès sculpté orne, ponctuellement, les linteaux, les montants des portes, certaines colonnes et les faux étages de la toiture, aux angles. Le toit du temple shivaïque, en forme de tour au sommet pyramidal, évoque le mont Meru, le séjour des dieux. La cella, le centre du temple, demeure du dieu, ne possède d'ouverture que la porte, mais de petites niches permettent d'accueillir des lampes. Dans cette cella peu éclairée, garbha griha, se trouvait l'image de la divinité shivaïque. Shiva, destructeur/créateur, était célébré sous la forme d'une divinité anthropomorphe ou sous sa forme symbolique, le linga (sculpture de section cylindrique dans sa partie visible, et dont la forme phallique évoque la puissance créatrice du dieu). Le linga recevait des offrandes, déposées par des prêtres. D'autres monuments cultuels ont une silhouette caractéristique, en forme de selle de cheval, mais leur fonction fait encore débat.
L'art du Champa a parfaitement su intégrer certains éléments des cultures indiennes, indonésiennes et khmères, et s'en écarter de manière singulière. Les sculptures de Đồng Dương de la fin du IXe siècle témoignent, parmi tant d'autres, de cette puissance créatrice.

### Sites protégés et œuvres conservées: UNESCO et musées
Le sanctuaire de Mỹ Sơn, découvert en 1889 par Camille Paris un fonctionnaire français travaillant sur une ligne télégraphique, est inscrit au patrimoine mondial de l'UNESCO depuis 1999.
Les royaumes du Champa ont laissé un héritage historique et culturel très riche, visible à travers ce qui reste de l'art du Champa, qu'il s'agisse de nombreux monuments, essentiellement des sanctuaires hindouistes et bien plus rarement bouddhiques, ainsi qu'une très importante production sculptée conservée aux : 
- musée de la sculpture cham à Da Nang, où la plus grande collection d’art Champa est exposée ;
- musée Guimet à Paris, où de substantielles collections sont conservées ;
- musée d'Histoire du Viêt Nam (autrefois musée Blanchard de La Brosse) à Saïgon ;
- musée national d'Histoire vietnamienne à Hanoi (anciennement musée Louis-Finot) ;
- musée des Beaux-Arts de Saigon (petites collections)[87] ;
- musée des Beaux-Arts du Viêt Nam de Hanoi.

- Liste de musées au Viêt Nam

## Les dynasties du Champa
Quatorze dynasties se seraient succédé à la tête du royaume du Champa (en partie seulement) depuis 192 de notre ère. Les quatre premières demeurent encore peu connues.

## Orientalistes
- Camille Paris ; qui a découvert My Son en 1899
- Henri Parmentier ; qui a procédé aux fouilles et à la conservation des sites cham à partir de 1901.
- Jeanne Leuba : Écrivain et épouse d'Henri Parmentier, a eu une part active dans ses expéditions et travaux, a écrit sur les Cham.
- Louis Finot (orientaliste) ; Directeur de l'EFEO, qui avec Lunet de Lajonquière a inventorié tous les monuments cham
- Etienne Lunet de Lajonquière ; qui a dressé un inventaire méticuleux et détaillé des monuments cham
- Henri Marchal ; qui a succédé à Parmentier
- Jean Boisselier ; qui a étudié avec Finot et Lajonquière les monuments cham et écrit sur la statuaire du champa
- Bernard-Philippe Groslier ; fils de Georges Groslier, il a succédé à Marchal
- Georges Groslier ; missionné par Albert Sarraut pour revitaliser les traditions artistiques des peuples indochinois en 1917
- Philippe Stern ; qui avec son équipe a encodé les monuments cham pour identifier les différents styles.
- Emmanuel Guillon ; fonda en 1994, la Société des Amis du Champa Ancien (SACHA), association dissoute en 2011.

#### Depuis 1961
- Pierre Baptiste (dir.), Thierry Zéphir (dir.) et al. (Exposition: musée Guimet 2005-2006), La sculpture du Champa : Trésors d'art du Vietnam Ve – XVe siècles, Paris, Réunion des musées nationaux : Musée Guimet, 2005, XXVII-373 p., 28 cm (ISBN 2-7118-4898-1) ;
- Jean Boisselier, La Statuaire du Champa, 1961 (thèse). École Française d'Extrême-Orient, 1963 ;
- Jean Delvert, (1921-2005) Professeur, Géographe Institut de Géographie, Paris IV-Sorbonne, La Péninsule indochinoise, 1964 ; La Répartition des hommes en Asie du Sud-Est, 1970 ;
- Jean-François Deniau, L'oubli, Plon, 2007 ;  (EAN 9782259205986) (roman)
- (en) Arlo Griffiths, Andrew Hardy & Geoff Wade (éditeurs scientifiques) et al., Champa : territories and networks of a Southeast Asian kingdom, EFEO, 2019, 435 p., 28 cm (ISBN 2-85539-269-1 et 978-2-85539-269-1, lire en ligne) (en ligne: sommaire)
- Emmanuel Guillon, Art et archéologie du Champa : Une ancienne civilisation du Viet Nam, Paris, Picard, 2011, 245 p. (ISBN 978-2-7084-0864-7).
- (en) John Guy (éditeur scientifique) et Pierre Baptiste, Lawrence Becker, Bérénice Bellina, [et al.], Lost kingdoms : Hindu-Buddhist sculpture of early Southeast Asia, New York (N.Y.) : The Metropolitan Museum of Art & Yale University Press, 2014, XVIII-317 p., 32 cm (ISBN 978-0-300-20437-7)
- Jean-François Hubert - L’Art du Champa – Parkstone Press International - 2005 ;
- Pierre-Bernard Lafont (1928-2008), Le Campā.Géographie-Population-Histoire, Les Indes Savantes, Paris, 2007, 143 p., 20 cm (ISBN 9782846541626). Pierre-Bernard Lafont, « Contribution à l'étude des structures sociales des Cham du Viêt-Nam », Bulletin de l'École française d'Extrême-Orient,‎ 1964, p. 157-171 (lire en ligne, consulté le 3 décembre 2020).
- (en) Pierre-Yves Manguin (Éditeur scientifique), A. Mani (Éditeur scientifique) et Geoff Wade (Éditeur scientifique), Early interactions between South and Southeast Asia : reflections on cross-cultural exchange, Singapore : Institute of Southeast Asian Studies ; New Delhi : Manohar India, 2011, XXXI-514 p., 23 cm (ISBN 978-981-431116-8, 978-981-434510-1, 981-434510-5, 978-981-431117-5 et 981-431117-0) : 2 derniers livres électroniques ;
- Po Dharma, « Survol de l'histoire du Campā », dans Léon Vandermeersch et Jean-Pierre Ducrest (dir.) avec la participation de l'EFEO, Le Musée de Sculpture Caṃ de Đà Nẵng, Paris, AFAO, 1997, 205 p., 26 cm (ISBN 2-9511053-0-4), p. 39-55.
- Po Dharma, Le Panduranga (Campā), 1802-1835, vol. 1 et 2, École Française d'Extrême-Orient, 1987, T1 194 p. ; T2 273, 28 cm (ISBN 2-85539-749-9)
- Pierre Rossion, Vietnam. On a retrouvé les trésors des rois du Champa, dans Archéothéma, no 23, juillet-août 2012, p. 80-87 ;
- Anne-Valérie Schweyer, Le Viêt Nam ancien, Belles Lettres, coll. « Guide Belles Lettres des civilisations », 2005, 319 p., 21 cm (ISBN 2-251-41030-9). Compte-rendu : Jean-François Klein, « Anne-Valérie Schweyer (Le Viêt Nam ancien) », Outre-Mers. Revue d'histoire, nos 354-355,‎ 2007, p. 394-398 (lire en ligne, consulté le 22 novembre 2020).
- (en) Anne-Valérie Schweyer, The Birth of Champa. Crossing borders in southeast asian archaeology, Berlin, Germany, 2010, 17 p. (lire en ligne)
- (en) William A. Southworth, « River settlement and coastal trade: Towards a specific model of early state development in Champa », dans TRẦN Kỳ Phương & Bruce M. Lockhart (eds.), The Cham of Vietnam: History, Society and Art, Singapore, NUS Press, 2011 (lire en ligne), p. 102-119.
- (en) Trần Kỳ Phương, Võ Văn Tắng et Peter D. Sharrock (éditeurs scientifiques) et al. (photogr. Paisarn Piemmetawat), Vibrancy in stone : Masterpieces of the Đà Nẵng Museum of Cham Sculpture, London and Bangkok, River Books, 2018, 287 p., 31 cm (ISBN 978-616-7339-99-3, lire en ligne) (en ligne: sélection / présentation)
- (en) Michael Vickery, « Champa revised », sur National University of Singapore, 2005 (consulté le 19 novembre 2020).
- (en) Yamagata, Mariko, « Construction of Linyi Citadels: The Rise of Early Polity in Vietnam », dans Karashima, Noboru & Hirosue, Masashi (eds.), State Formation and Social Integration in Pre-modern South and Southeast Asia: A Comparative Study of Asian Society, Tokyo, The Toyo Bunko (Toyo Bunko Research Library 16), 2017 (ISBN 978-4-8097-0280-8, TBRL16_03_YAMAGATA Mariko), p. 27–54.

#### Avant 1961
- George Cœdès, Les États hindouisés d'Indochine et d'Indonésie, 1944, réimpression 1989:  De Boccard, Paris ;
- Jeanne Leuba, Les chams d'autrefois et d'aujourd'hui, 1915, revue Indochinoise ;
- Georges Maspero, Le Royaume de Champa, 1928;  ré-édition: École Française d'Extrême-Orient, 1988 ;
- Paul Mus, Viêt Nam. Sociologie d’une guerre, Seuil, Paris, 1952 ;
- Henri Parmentier., E-M Durand, Le trésor des rois cham, Befeo, t.V, 1905;
- Philippe Stern, L'Art du Champa (Ancien Annam) et son évolution, Les Frères Douladoure, maîtres imprimeurs à Toulouse, 1942 .